# Elecciones generales de Japón de 1983
Las elecciones generales se celebraron en Japón el 18 de diciembre de 1983 para renovar la Cámara de Representantes.
El 2 de noviembre de 1983, el Primer Ministro Yasuhiro Nakasone decidió disolver el Parlamento y celebrar elecciones generales el mes siguiente. Esta medida tenía como objetivo romper el estancamiento político que resultó de la condena por soborno del ex primer ministro del PLD, Kakuei Tanaka. Tras ser encontrado culpable en el Escándalo de los sobornos de Lockheed. Tras lo cual vendría la primera perdida de la mayoría para el PLD tras la popularmente conocida como la "Elección de Lockheed".
Durante la campaña electoral de dos semanas. El primer ministro Nakasone se centró principalmente en las cuestiones de la reforma administrativa (incluida la educación) y la economía nacional (incluida la promesa de una reducción de impuestos).
Como era de esperar, la cuestión de la ética política fue enfatizada por los principales partidos de oposición, en particular el Partido Socialista y el Komeito. El día de las elecciones, el conservador PLD sufrió una pérdida neta de 36 escaños para llegar a un total de 250. El Partido Socialista, en tanto, recogió 11 escaños y Komeito registró 24 más. Los analistas atribuyeron las pérdidas del PLD en parte a una baja participación.
A pesar de este cambio, Nakasone permaneció en el cargo, formando una coalición con el Nuevo Club Liberal el 26 de diciembre. El 20 de diciembre, el PLD había recuperado su mayoría parlamentaria absoluta cuando ocho diputados independientes se unieron a sus filas, este se convirtió en el único gobierno de coalición bajo el sistema de 1955 .

## Resultados de las elecciones
| Partido                   | Partido                        | Votos      | %      | Escaños | +/-   |
| ------------------------- | ------------------------------ | ---------- | ------ | ------- | ----- |
|                           | Partido Liberal Democrático    | 25,982,785 | 45.76  | 250     | -34   |
|                           | Partido Socialista de Japón    | 11,065,083 | 19.49  | 112     | +5    |
|                           | Komeitō                        | 5,745,751  | 10.12  | 58      | +25   |
|                           | Partido Comunista de Japón     | 5,302,485  | 9.34   | 26      | -3    |
|                           | Partido Socialista Democrático | 4,129,908  | 7.27   | 38      | +6    |
|                           | Nuevo Partido Liberal          | 1,341,584  | 2.36   | 8       | -4    |
|                           | Unión Socialdemócrata (SDF)    | 381,045    | 0.67   | 3       | 0     |
|                           | Otros partidos                 | 62,324     | 0.11   | 0       | 0     |
|                           | Independientes                 | 2,768,736  | 4.88   | 16      | +5    |
|                           |                                |            |        |         |       |
| Votos válidos             | Votos válidos                  | 56,779,701 | 99.19  |         |       |
| Votos nulos/en blanco     | Votos nulos/en blanco          | 461.128    | 0.81   |         |       |
| Total                     | Total                          | 57,240,829 | 100.00 | 511     | 0     |
| Registrados/Participación | Registrados/Participación      | 84,252,608 | 67.94  | -6.63   | -6.63 |